# Lejonmänniskan från Hohlenstein Stadel

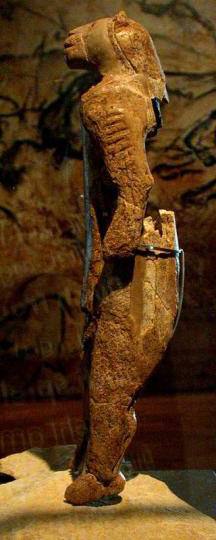
Lejonmänniskan

Lejonmänniskan från Hohlenstein Stadel är en skulptur i djur- och människoform, som är den äldsta kända skulpturen av detta slag i världen. 
Figurinen anses vara 35 000 till 40 000 år gammal  och associeras med aurignacienkulturen.
Lejonmänniskan hittades i bitar 1939 i en Stadelgrottan i Hohlenstein i Lonetal i Schwäbische Alb i Tyskland. Skulpturen är 29,6 centimeter hög, 5,6 centimeter bred och 5,9 centimeter tjock och är snidad av mammutelfenben med en sten av flinta. 
Från början ansågs figurinen föreställa en man, men numera anses könet vara svårbestämt. Sedan lejonmänniskan hittades, har liknande men mindre lejonhövdade figuriner återfunnits tillsammans med andra djurfiguriner samt flöjter i en annan grotta i samma område.
Lejonmänniskan finns i Ulmer Museum i Ulm, Tyskland.